# Wybren van Haga
Wybren Ridley van Haga (Den Haag, 31 januari 1967) is een Nederlands voormalig parlementslid en ondernemer. Van 31 oktober 2017 tot en met 5 december 2023 was hij lid van de Tweede Kamer. Hij was aanvankelijk lid van de fractie van de Volkspartij voor Vrijheid en Democratie (VVD), maar werd op 24 september 2019 als lid geroyeerd. Na een jaar als onafhankelijke eenmansfractie sloot Van Haga zich aan bij de fractie van Forum voor Democratie (FVD). Bij de Tweede Kamerverkiezingen van maart 2021 werd hij verkozen namens FVD, maar splitste zich met twee fractiegenoten af. Zij gingen verder als Groep Van Haga. In juli 2021 richtte hij de politieke partij Belang van Nederland op, waarmee hij tevergeefs meedeed aan de Tweede Kamerverkiezingen 2023.

## Biografie
Van Haga behaalde zijn gymnasium bèta-diploma aan het Coornhert Lyceum te Haarlem en studeerde van 1985 tot 1991 elektrotechniek aan de Technische Universiteit Delft, waar hij tijdens zijn studie lid werd van het Delftsch Studenten Corps. Tevens behaalde hij zijn propedeuse rechtsgeleerdheid aan de Universiteit Leiden. 
Na zijn studie ging Van Haga in militaire dienst als dienstplichtige bij het Korps Commandotroepen (KCT) waar hij zijn groene baret behaalde. Hij zwaaide af als tweede luitenant.

### Bedrijfsleven
Van 1993 tot 2002 werkte Van Haga als ingenieur voor Shell, achtereenvolgens in Gabon, Schotland en Oman. Vanaf 2002 is hij werkzaam als ondernemer in verschillende sectoren, zoals de zorg, ICT, zonnepanelen en vastgoed. Zijn vastgoedbedrijf Sjopperdepop BV bezat ruim honderd panden, vooral in Amsterdam en Haarlem.

### Politieke carrière
Zijn ervaringen als ondernemer hebben Van Haga ertoe gebracht de stap naar de politiek te maken. In 1982 werd hij lid van de VVD, waar hij zich onder andere bezighield met regeldruk bij ondernemers.
Sinds 2010 was Van Haga gemeenteraadslid in Haarlem. Zijn politieke stijl als gemeenteraadslid werd later omschreven als "studentikoos, sarcastisch en op de man spelend". Hij maakte onder meer een partijgenoot uit voor "NSB'er" en vergeleek een collega in de raad met "de slang uit Jungle Boek".
In 2017 volgde Van Haga's overstap naar de landelijke politiek. Voor de Tweede Kamerverkiezingen van 2017 was hij gekandideerd op plaats 41 op de kandidatenlijst en werd bekend dat PvdA-burgemeester Bernt Schneiders niet op zijn eigen partij, maar op Van Haga zou gaan stemmen omdat deze de regio Haarlem goed zou kunnen vertegenwoordigen in de Kamer. Op 31 oktober 2017 werd Van Haga geïnstalleerd als lid van de Tweede Kamer. Van Haga kwam in de Tweede Kamer, nadat enkele VVD-Kamerleden waren doorgestroomd naar het kabinet-Rutte III, dat in oktober 2017 werd beëdigd.
Als landelijk politicus werd Van Haga meermaals het middelpunt van controverse. Vanaf eind 2017 liep een intern integriteitsonderzoek naar Van Haga door de VVD. Het onderzoek werd gestart vanwege het vermeende verzwijgen van een aantal problemen met lokale regelgeving die Van Haga sinds begin 2017 had met het beheer van zijn vastgoedportefeuille in Amsterdam. De uitkomst van het integriteitsonderzoek luidde in april 2018 dat Van Haga zich niet aan de vermeende overtredingen zou hebben schuldig gemaakt, maar dat hij wel moest kiezen tussen het lidmaatschap van de Tweede Kamer en zijn ondernemerschap. Hij koos voor het eerste en beloofde zich niet meer actief met de dagelijkse leiding van zijn vastgoedbedrijf Sjopperdepop BV te bemoeien.
In 2019 kwam Van Haga opnieuw in opspraak. In juli van dat jaar werd hij autorijdend op de A4 aangehouden met een te hoog alcoholgehalte.  De VVD strafte Van Haga hiervoor: hij moest 5.000 euro schenken aan de Landelijke Organisatie Verkeersslachtoffers en vijf dagen vrijwilligerswerk doen. In september 2019 haalde hij wederom het nieuws, toen bleek dat hij zich alsnog met de bedrijfsvoering van Sjopperdepop BV had bemoeid, door verhaal te halen bij een aantal klagende huurders in Haarlem en een e-mail te sturen aan een andere huurder in een huurconflict. Hij had zich daarmee niet gehouden aan de afspraken die hij na het rapport van de integriteitscommissie met de partij had gemaakt en werd op 24 september door de fractievergadering uit de fractie gezet.
Van Haga weigerde zijn zetel in de Tweede Kamer op te geven en vormde een eenmansfractie, de fractie-Van Haga. Zijn breuk met de VVD was significant: het kabinet-Rutte III verloor door Van Haga's afsplitsing zijn nipte coalitiemeerderheid van 76 zetels in de Tweede Kamer. Hij stelde zich kritisch op ten aanzien van het coronabeleid van het kabinet. Op 22 mei 2020 maakte Van Haga bekend dat hij lid geworden was van Forum voor Democratie. Hij bleef echter als onafhankelijk lid in de Tweede Kamer.
Op 31 oktober 2020, tijdens de presentatie van de voorlopige FVD-kandidatenlijst voor de geplande Tweede Kamerverkiezingen in maart 2021, gaf Van Haga aan zich per direct aan te sluiten bij de FVD-fractie in de Tweede Kamer, maar hij bleef een onafhankelijk Tweede Kamerlid. Van Haga kreeg op de voorlopige kandidatenlijst plek acht. Uiteindelijk sloot hij zich op 30 november 2020 toch formeel aan bij de FVD-fractie. Na het vertrek van diverse kandidaat-Tweede Kamerleden kreeg Van Haga op de kandidatenlijst plek twee toebedeeld.
Bij de Tweede Kamerverkiezingen in 2021 behaalde Van Haga 241.193 voorkeurstemmen, tegenover 245.323 voor lijsttrekker Baudet. Op 13 mei 2021 stapte Van Haga samen met Hans Smolders en Olaf Ephraim uit de fractie. Volgens Van Haga bleef het oorspronkelijke partijprogramma van FVD "leidend" voor hun nieuwe fractie Groep Van Haga. Op 2 juli 2021 maakte Van Haga bekend de partij Belang van Nederland (BVNL) te hebben opgericht. Bij de Tweede Kamerverkiezingen van 2023 behaalde hij met deze partij geen zetels, waarna hij op 5 december 2023 afscheid nam van de Tweede Kamer. Op 12 april 2024 maakte BVNL bekend dat Van Haga lijsttrekker wordt voor de Europese Parlementsverkiezingen van 6 juni 2024. BVNL haalde 23.032 stemmen, terwijl er zo'n 200.000 nodig waren voor een zetel.

## Persoonlijk
Van Haga heeft een Britse moeder en een Nederlandse vader. Hij is getrouwd en heeft vier kinderen.